# Snorri Hjartarson
Snorri Hjartarson (22 april 1906 – 27 december 1986 in Reykjavik) was een IJslands dichter.
Snorri Hjartarson studeerde beeldende kunst aan de Kunstacademie in Oslo. Zijn debuut maakte hij met de Noorstalige roman Høit flyver ravnen in 1934, maar zijn IJslandstalige dichtbundels zijn het meest bekend. Tot 1936 woonde Snorri Hjartarson in Noorwegen, daarna verhuisde hij naar IJsland en werkte daar als bibliothecaris. Hij kreeg in 1981 de Literatuurprijs van de Noordse Raad voor zijn dichtbundel Hauströkkrið yfir mér (Nederlands: Herfstduisternis over mij).
- Bibsys: 90065560
- Bibliothèque nationale de France: cb12288062x (data)
- Gemeinsame Normdatei: 115517960
- International Standard Name Identifier: 0000 0000 8372 8275
- Library of Congress Control Number: n91045332
- MusicBrainz: 28b51bfe-0316-4665-81dd-5690e896b9d5
- Nederlandse Thesaurus van Auteursnamen: 195048717
- LIBRIS: 92938
- Système universitaire de documentation: 031716504
- Virtual International Authority File: 36980842
- WorldCat: E39PBJccb8thRCvV7gkGfWhbVC